# آسیاب بادی چینی (پروانه)
پروانه آسیاب بادی چینی (نام علمی: Atrophaneura alcinous) از گونه پروانه‌هایی است که در سال ۱۸۳۶ میلادی توصیف علمی شدند. این پروانه متعلق به سرده سرخ‌تنان است. منطقه دیرین شمالگانی، استرالیا، مالزی، اندونزی، هند، آسیای جنوب‌شرقی، جنوب پاکستان، چین، شبه جزیره کره، ژاپن و زلاندنو زیستگاه این گونه پروانه‌است.

منطقه دیرین شمالگانی

## نگارخانه

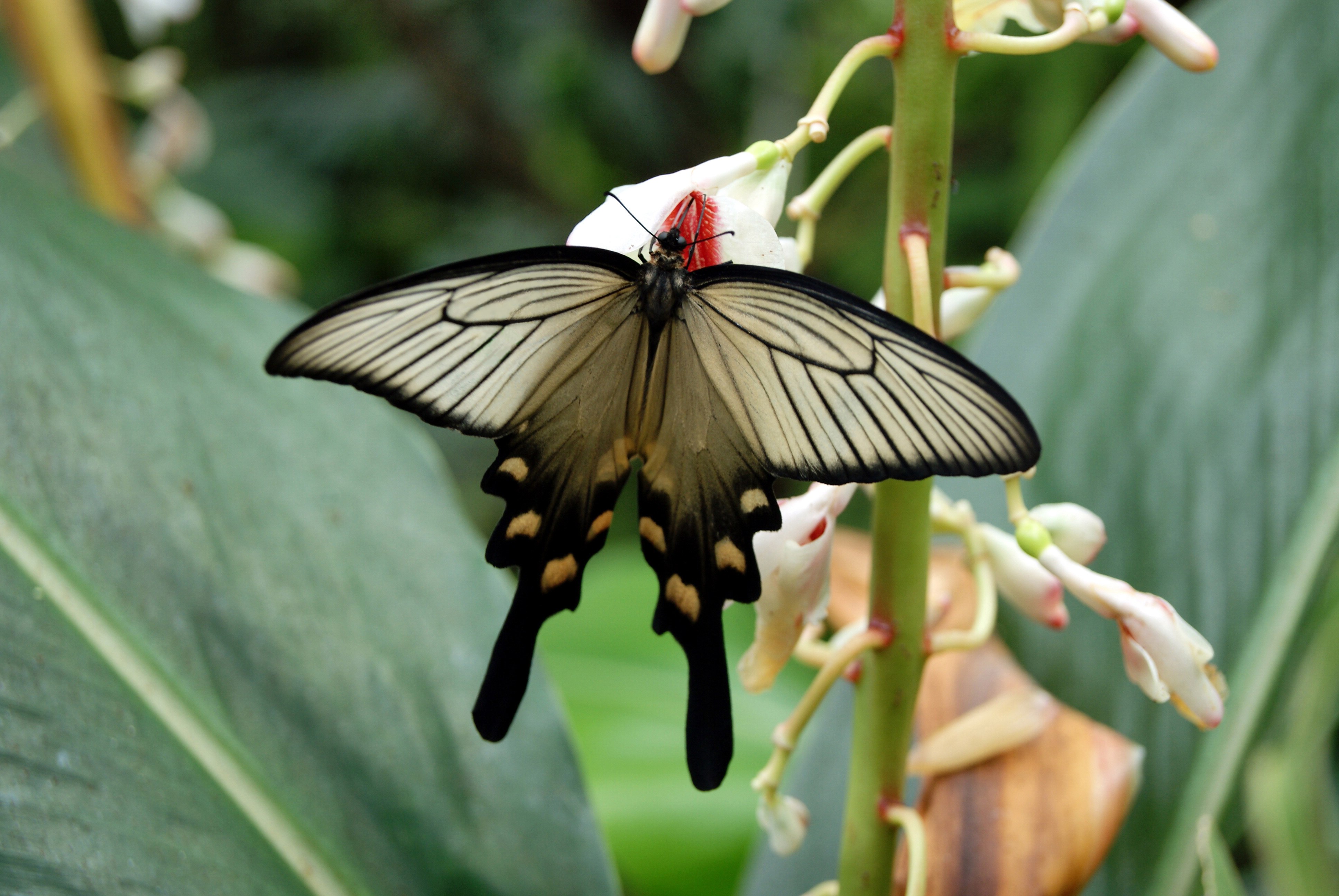
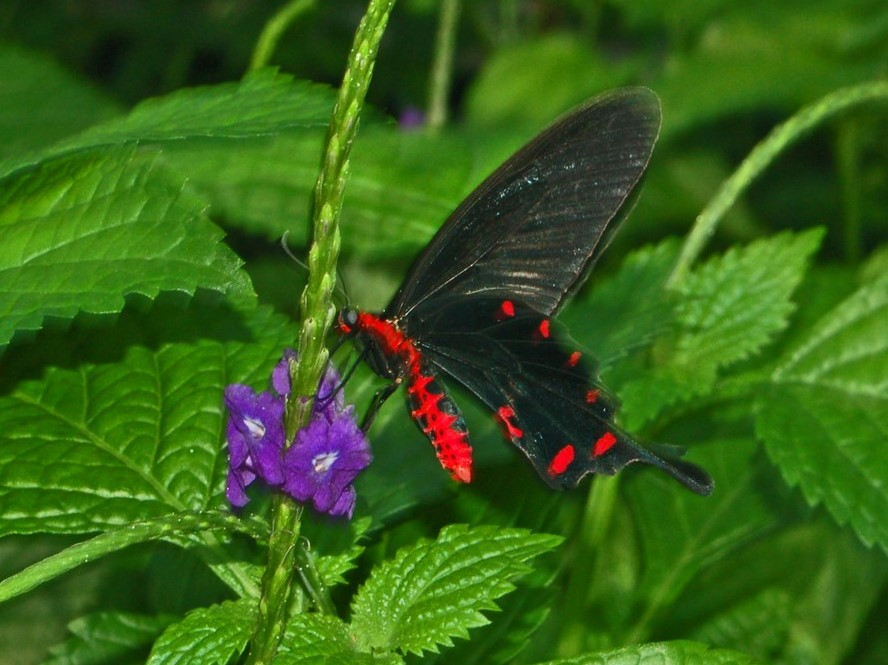
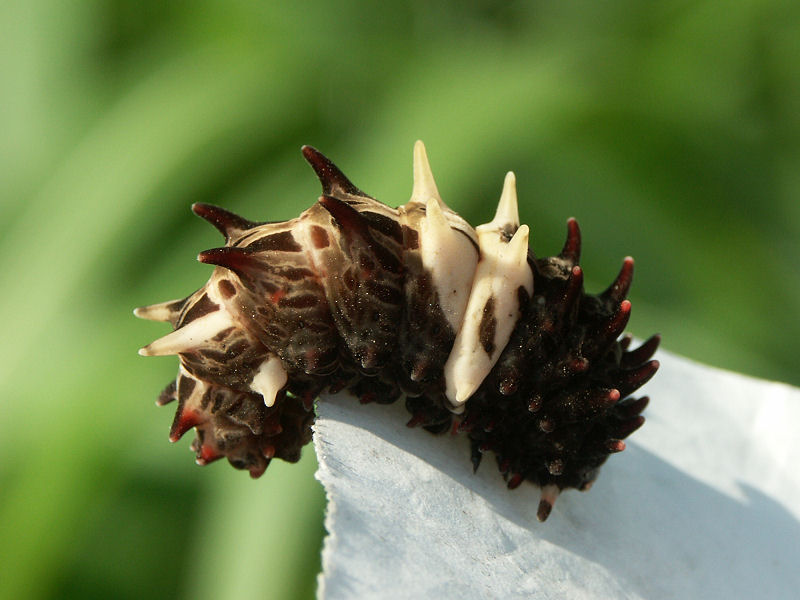
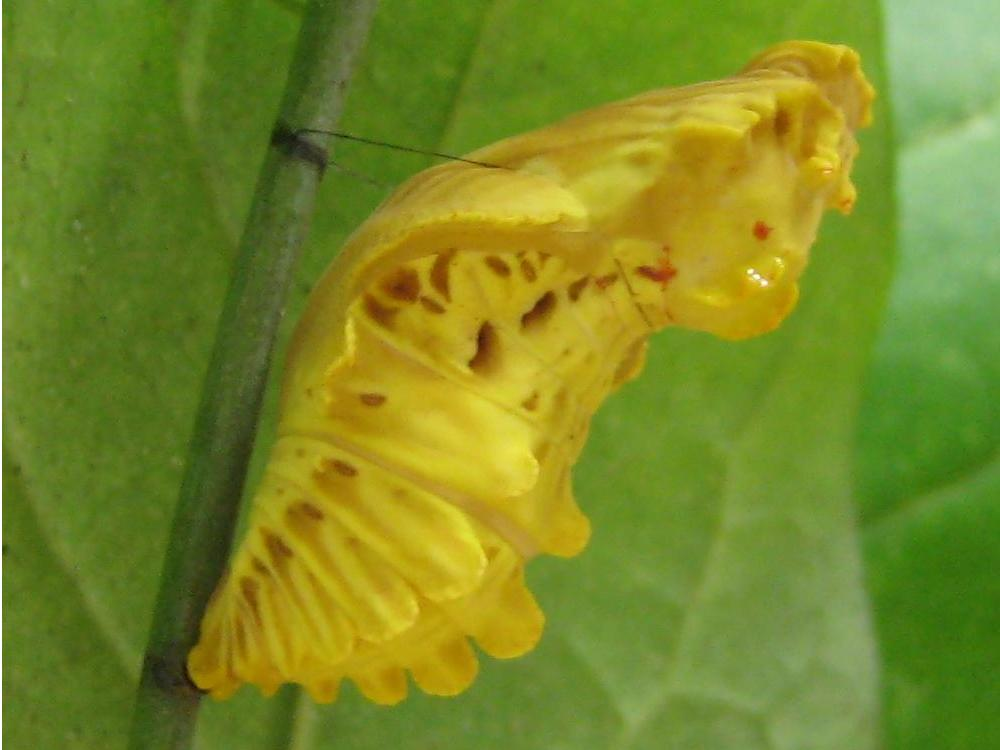